# Herbert Brereton Baker
Herbert Brereton Baker (* 25. Juni 1862 in Livesey bei Blackburn; † 27. April 1935) war ein englischer Chemiker. 

## Leben
Baker studierte 1880–1885 in Oxford, wo er 1884 seinen Master erlangte. 1883–1885 war er dort Demonstrator am Balliot College. Von 1885 bis 1902 war er Senior Chemical Master am Dulwich College und ab 1912 Professor für Chemie an der Universität London und am Imperial College for Science and Technology in London. 1932 emeritierte er. 
Er hatte den Einfluss von Wasser auf chemische Reaktionen untersucht und war im Ersten Weltkrieg Experte für Giftgas. 1912 wurde ihm die Longstaff Medal der Chemical Society verliehen und 1923 die Davy Medal der Royal Society. 

## Schriften
- Combustion in dried oxygen, London, 1889
- Action of light on silver chloride, London, 1892